# Desfiladero de Darial
El desfiladero de Darial (en ruso: Дарьяльское ущелье, en georgiano: დარიალის ხეობა, en osetio: Арвыком или Дайраны ком, en ingusetio: Башлоам-Чу) es una garganta fluvial situada en la frontera entre Rusia Osetia del Norte y Georgia Región de Mtsjeta-Mtianeti, al este del monte Kazbek y al sur de Vladikavkaz. La garganta la forma el río Térek a su paso por la cordillera Bokovói del Cáucaso. Las localidades más cercanas -y puestos fronterizos- son Verjni Lars (Rusia) y Stepantsminda (Kazbegi, Georgia). Tiene unos 13 km de longitud. Las paredes de granito de la garganta alcanzan los 1 800 m de altura.

## Historia

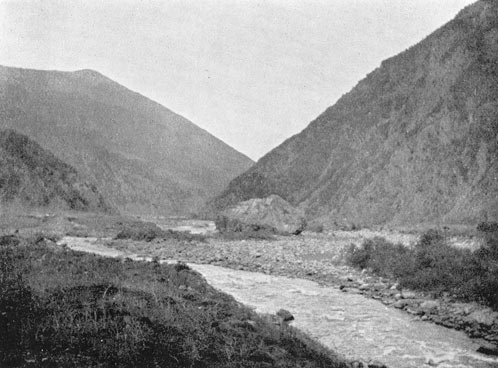
El paso en el libro de Luigi Villari Fire and Sword in the Caucasus, 1906.

El nombre Darial tiene su origen en Dar-i Alān (در الان), que significaría "Puerta de los Alanos" en idioma persa. Los alanos se instalaron en las tierras al norte del paso en las primeras centurias de nuestra era. Fue fortificado en la Antigüedad por romanos y persas. La fortificación era conocida como Puertas de Iberia (en griego: Iouroeipaax, "Fuerte de los Íberos") o Puertas del Cáucaso. Los anales georgianos la mencionan como Darialani; Estrabón la llama Porta Caucasica y Porta Cumana; Ptolomeo, Fortes Sarmatica; en ocasiones se ha utilizado Puertas Caspias, aunque también se conoce así un paso cerca de Derbent, y los tártaros lo denominan Darioly. Flavio Josefo escribió que Alejandro Magno construyó unas puertas de hierro en un paso del Cáucaso que algunos autores han identificado con el Darial.

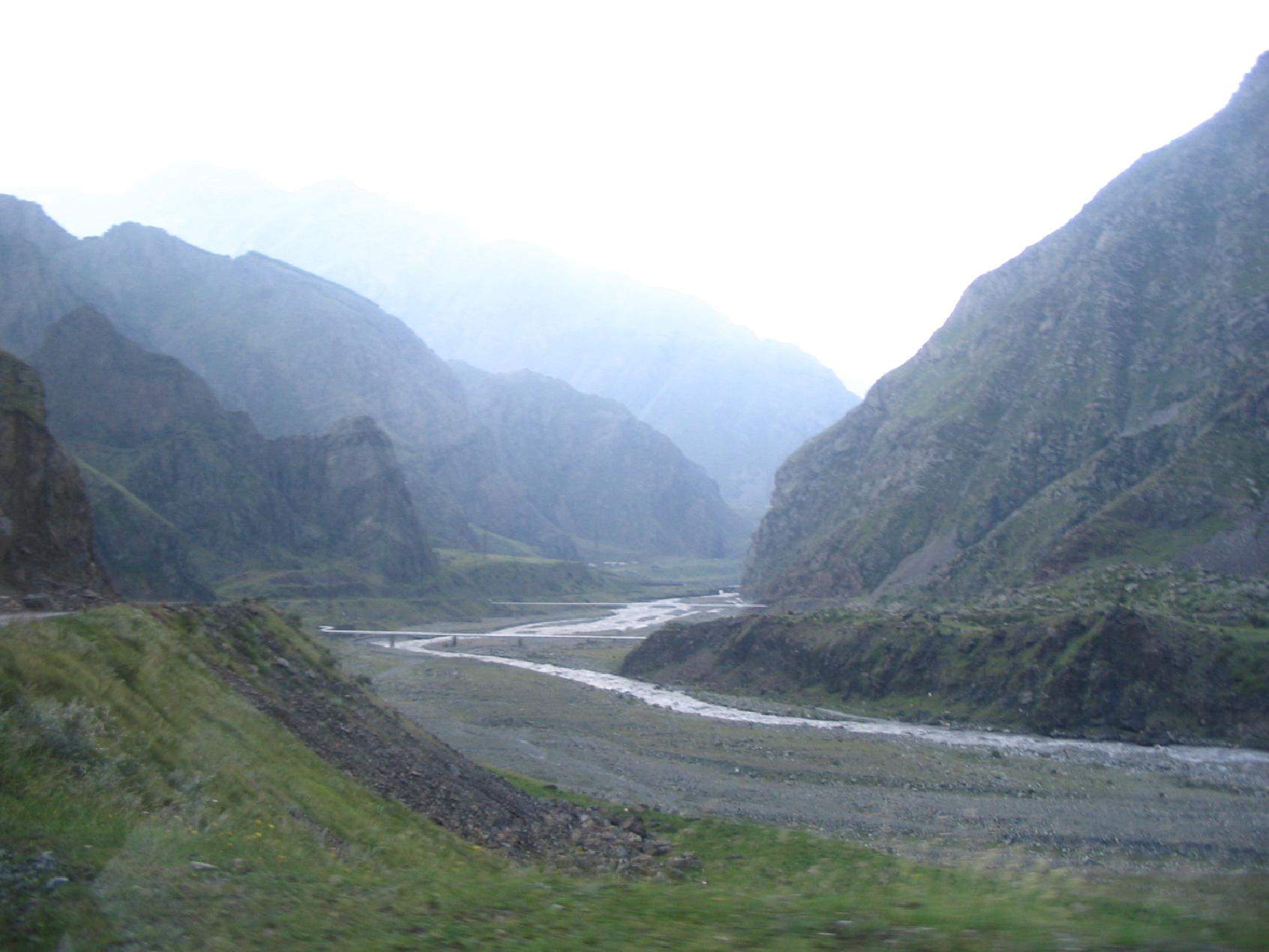
Vista del desfiladero, 8 km al sur de la frontera rusa.

El paso de Darial cayó en manos sasánidas en 252-253, cuando se anexionaron Iberia. El control del paso cambió de manos hacia el kaganato turco occidental en 628, cuando Tong Yabghu Qaghan firmó un tratado con Iberia que transfería a los túrquicos el control de sus ciudades y fortalezas y establecía el libre comercio. En 644, pasaría a manos del Califato Rashidun, tras lo que sería controlado por el Reino de Georgia desde el siglo IX.
El paso fue escenario de una batalla entre el Ilkanato y la Horda de Oro en 1262. Más tarde pasaría al control safávida y de la dinastía Kayar, hasta que pasó al Imperio ruso tras la anexión de Georgia en 1801.
 Tras la guerra civil rusa y el establecimiento de la Unión Soviética sería frontera entre las repúblicas socialistas soviéticas de RSFS de Rusia y RSS de Georgia.

## Importancia

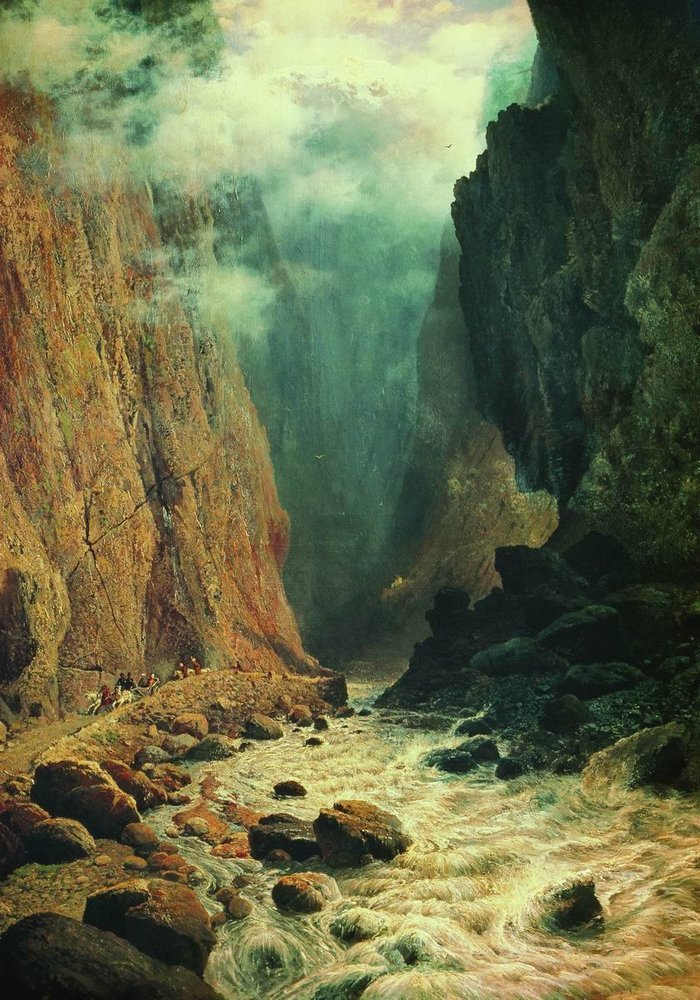
Rufín Sudkovski, La garganta de Darial, 1884.

El paso ha sido importante a lo largo de la historia como uno de los dos únicos pasos a través de la cordillera del Cáucaso, siendo el otro el paso de Derbent. Por ese motivo, ha sido fortificado desde al menos 150 a. C. Las ruinas de antiguas fortificaciones son aún visibles. El paso sirvió como punto de reunión de muchos caminos que unían el Cáucaso Norte y Transcaucasia y ha permanecido abierto al tráfico durante casi toda su existencia. El fuerte ruso, Darial, que vigilaba esta sección de la carretera militar georgiana, fue construido en el extremo septentrional de la garganta, a una altitud de 1447 metros.

## En la literatura
El paso de Darial aparece en la obra El viaje a Arzrum: durante la campaña de 1829 de Aleksandr Pushkin y las obras El demonio y Tamara de Mijaíl Lérmontov).
En Las doce sillas, novela de Ilf y Petrov, la garganta es citada como lugar de encuentro entre Ipolit Matvéyevich Vorobiáninov y Ostap Bénder, dos de sus protagonistas.
En Vladikavkaz se edita la revista literaria Darial.